# Pseudothalera
Pseudothalera là một chi bướm đêm thuộc họ Geometridae.